# Liste der denkmalgeschützten Objekte in Čierny Balog
Die Liste der denkmalgeschützten Objekte in Čierny Balog enthält die fünf nach slowakischen Denkmalschutzvorschriften geschützten Objekte in der Gemeinde Čierny Balog im Okres Brezno.

## Denkmäler
| Foto |                 | Denkmal / č. ÚZPF                                             | Standort / Konskr. Nr.                              | Offizielle Beschreibung                     | Beschreibung                                                          | Metadaten                                                                     |
| ---- | --------------- | ------------------------------------------------------------- | --------------------------------------------------- | ------------------------------------------- | --------------------------------------------------------------------- | ----------------------------------------------------------------------------- |
|      | Datei hochladen | Gedenkfriedhof mit Denkmal(sk) ObjektID: 603-122/0            | KG: Cierny Balog Konskr.Nr.:                        | padlí partizáni-20 - Partizánsky cintorín   | für 20 gefallene Partisanen                                           | č. NKP: 603-122/0 Stand des NKP: 2012-02-08 Name: CINTORÍN PAMÄTNÝ S POMNÍKOM |
|      | Datei hochladen | Gedenkfriedhof mit Denkmal(sk) ObjektID: 603-123/0            | KG: Cierny Balog Konskr.Nr.:                        | padlí partizáni-34 - Partizánsky cintorín   | für 34 gefallene Partisanen                                           | č. NKP: 603-123/0 Stand des NKP: 2012-02-08 Name: CINTORÍN PAMÄTNÝ S POMNÍKOM |
|      | Datei hochladen | Denkmal(sk) ObjektID: 603-124/0                               | KG: Cierny Balog Konskr.Nr.:                        | zavraždení partizáni                        | für ermordete Partisanen                                              | č. NKP: 603-124/0 Stand des NKP: 2012-02-08 Name: POMNÍK                      |
| BW   | Datei hochladen | Denkmal(sk) ObjektID: 603-125/0                               | Standort KG: Cierny Balog Konskr.Nr.:               | padlí partizáni                             | für gefallene Partisanen                                              | č. NKP: 603-125/0 Stand des NKP: 2012-02-08 Name: POMNÍK                      |
|      | Datei hochladen | Partisanenbunker(sk) ObjektID: 603-127/0                      | KG: Cierny Balog Konskr.Nr.:                        | SNP                                         | im Nationalaufstand                                                   | č. NKP: 603-127/0 Stand des NKP: 2012-02-08 Name: BUNKER PARTIZÁNSKY          |
| BW   | Datei hochladen | historisches Gebäude 1(sk) ObjektID: 603-11648/1              | Standort KG: Cierny Balog Konskr.Nr.:               | železnicná - železnicná stanica Vydrovo     | Bahnhof Vydrovo                                                       | č. NKP: 603-11648/1 Stand des NKP: 2012-02-08 Name: BUDOVA VÝPRAVNÁ I.        |
|      | Datei hochladen | Schlafsaal(sk) ObjektID: 603-11648/2                          | KG: Cierny Balog Konskr.Nr.:                        | úzkorozchodná - Štiavnicka-Hronec-C.Balog   | Schmalspurbahn Štiavnicka-Hronec-C.Balog                              | č. NKP: 603-11648/2 Stand des NKP: 2012-02-08 Name: KOLAJ                     |
| BW   | Datei hochladen | Straßenbrücke(sk) ObjektID: 603-11648/3                       | Standort KG: Cierny Balog Konskr.Nr.:               | Cestný most v doline Vydrovo                | Brücke im Tal Vydrovo                                                 | č. NKP: 603-11648/3 Stand des NKP: 2012-02-08 Name: MOST CESTNÝ               |
| BW   | Datei hochladen | Eisenbahnbrücke 1(sk) ObjektID: 603-11648/4                   | Standort KG: Cierny Balog Konskr.Nr.:               | Most v lokalite Sv.Ján                      | Brücke im Ort des Hl. Johannes (offenbar nicht mehr die alte Brücke?) | č. NKP: 603-11648/4 Stand des NKP: 2012-02-08 Name: MOST ŽELEZNICNÝ I.        |
| BW   | Datei hochladen | Eisenbahnbrücke 2(sk) ObjektID: 603-11648/5                   | Standort KG: Cierny Balog Konskr.Nr.:               | Most v osade Nový Krám                      | Brücke in der Ortschaft Neu Krám                                      | č. NKP: 603-11648/5 Stand des NKP: 2012-02-08 Name: MOST ŽELEZNICNÝ II.       |
|      | Datei hochladen | Wachhaus(sk) ObjektID: 603-11648/6                            | KG: Cierny Balog Konskr.Nr.:                        | železnicný - Strážny dom v Sv.Jáne          | Eisenbahn - Wachhaus in St. Johannes                                  | č. NKP: 603-11648/6 Stand des NKP: 2012-02-08 Name: DOM STRÁŽNY               |
|      | Datei hochladen | Wirtschaftsgebäude(sk) ObjektID: 603-11648/7                  | KG: Cierny Balog Konskr.Nr.:                        | železnicná - Hospodárska budova v Sv.Jáne   | Eisenbahn - Wirtschaftsgebäude in St. Johannes                        | č. NKP: 603-11648/7 Stand des NKP: 2012-02-08 Name: STAVBA HOSPODÁRSKA        |
|      | Datei hochladen | Keller(sk) ObjektID: 603-11648/8                              | KG: Cierny Balog Konskr.Nr.:                        | Pivnica v Sv.Jáne                           | in St. Johannes                                                       | č. NKP: 603-11648/8 Stand des NKP: 2012-02-08 Name: PIVNICA                   |
| BW   | Datei hochladen | historisches Gebäude 2(sk) ObjektID: 603-11648/9              | Standort KG: Cierny Balog Konskr.Nr.:               | železnicná - železnicná stanica CiernyBalog | Bahnhof Cierny Balog                                                  | č. NKP: 603-11648/9 Stand des NKP: 2012-02-08 Name: BUDOVA VÝPRAVNÁ II.       |
|      | Datei hochladen | ?(sk) ObjektID: 603-11648/10                                  | KG: Cierny Balog Konskr.Nr.:                        | Horný hajc                                  | Ober?                                                                 | č. NKP: 603-11648/10 Stand des NKP: 2012-02-08 Name: VÝHREVNA I.              |
|      | Datei hochladen | ?(sk) ObjektID: 603-11648/11                                  | KG: Cierny Balog Konskr.Nr.:                        | Dolný hajc                                  | Unter?                                                                | č. NKP: 603-11648/11 Stand des NKP: 2012-02-08 Name: VÝHREVNA II.             |
| ja   | Datei hochladen | Kirche(sk) ObjektID: 603-37/0                                 | 3 Standort KG: Cierny Balog Konskr.Nr.: 3           | r.k.Nanebovzatia P.M.                       | römisch-katholische Kirche Mariä Himmelfahrt                          | č. NKP: 603-37/0 Stand des NKP: 2012-02-08 Name: KOSTOL                       |
| BW   | Datei hochladen | Gebäude in regionaltypischem Baustil(sk) ObjektID: 603-1448/0 | Pusté 558 Standort KG: Cierny Balog Konskr.Nr.: 558 | zrubový                                     |                                                                       | č. NKP: 603-1448/0 Stand des NKP: 2012-02-08 Name: DOM LUDOVÝ                 |

## Legende
Die Tabelle enthält im Einzelnen folgende Informationen:
| Foto:                    | Fotografie des Denkmals. |
| Denkmal / č. ÚZPF:       | Die Übersetzung der Bezeichnung des Denkmals, wie sie vom Slowakischen Denkmalamt (Pamiatkový úrad Slovenskej republiky) verwendet wird. Die Originalbezeichnung ist unter dem Fragezeichen angegeben. Fehlt die Übersetzung, so wird die Originalbezeichnung direkt angezeigt. Weiters ist die Objekt-Identifikationsnummer (Objekt ID) angeführt. Sie ist die offizielle, in der Slowakei eindeutige Nummer č. ÚZPF inklusive der zugehörigen Zählnummer, wie sie in den Daten des Denkmalamtes angegeben wird. Da diese nur innerhalb eines Landkreises gezählt wird, ist dessen Nummer der Denkmalnummer vorangestellt. |
| Standort:                | Wenn in der Liste vorhanden, ist die Adresse angegeben. In Klammern kann sich noch eine zusätzliche Adresse befinden, wenn es beispielsweise ein Eckhaus ist. Bei freistehenden Objekten ohne Adresse (zum Beispiel bei Bildstöcken) ist eine Adresse angegeben, die in der Nähe des Objekts liegt. Durch Aufruf des Links Standort wird die Lage des Denkmals in verschiedenen Kartenprojekten angezeigt. Darunter sind die Katastralgemeinde (KG) und, wenn vorhanden, die Konskriptionsnummer (Konskr. Nr.) angegeben.                                                                                                   |
| Offizielle Beschreibung: | Es ist die Kurzbeschreibung auf Slowakisch, wie sie in den offiziellen Listen angegeben ist, eingetragen. |
| Beschreibung:            | Kurze Angaben zum Denkmal auf Deutsch. |
| Metadaten:               | Zusätzlich werden, wenn in den persönlichen Einstellungen das Helferlein Dauerhaftes Einblenden von Metadaten aktiviert ist, ebensolche angezeigt. |

- Karte mit allen Koordinaten:
- OSM |
- WikiMap